# Будаев, Михаил Михайлович
Будаев Михаил Михайлович (1926—1996) — военный деятель, доктор технических наук, профессор, лауреат Государственной премии СССР, начальник ЦНИИ военного кораблестроения, вице-адмирал.

## Биография
Родился в 1926 году.
В 1949 году окончил Высшее военно-морское инженерное училище имени Ф. Э. Дзержинского в Ленинграде.
С 1949 по 1953 годы служил в должностях командира группы, командира электро-механической боевой части (БЧ-5) подводной лодки Северного флота.
В 1953—1957 годах — помощник флагманского инженера-механика, флагманский инженер-механик соединения подводных лодок Северного флота.
В 1960 году окончил Военно-морскую академию.
С 1960 года — флагманский инженер-механик флотилии подводных лодок — заместитель командующего флотилией по электро-механической части.
В июле 1962 года участвовал в походе подводной лодки «К-3» («Ленинский комсомол»), которая впервые в истории Советского Военно-Морского Флота совершила проход подо льдами Северного Ледовитого океана и дважды прошла точку Северного полюса.
С 1969 года — заместитель начальника ЦНИИ военного кораблестроения, в 1977 году защитил докторскую диссертацию, с 1979 года — профессор. В 1981 году присуждена Государственная премия СССР.
В 1983 году назначен начальником ЦНИИ военного кораблестроения (ныне — 3 филиал ВУНЦ ВМФ «Военно-морская академия») и присвоено звание вице-адмирал.
С 1992 года в отставке. Умер в 1996 году.

## Награды
- Орден Ленина
- Орден Октябрьской Революции
- Два ордена Красной Звезды
- Медали